# ネッツ店

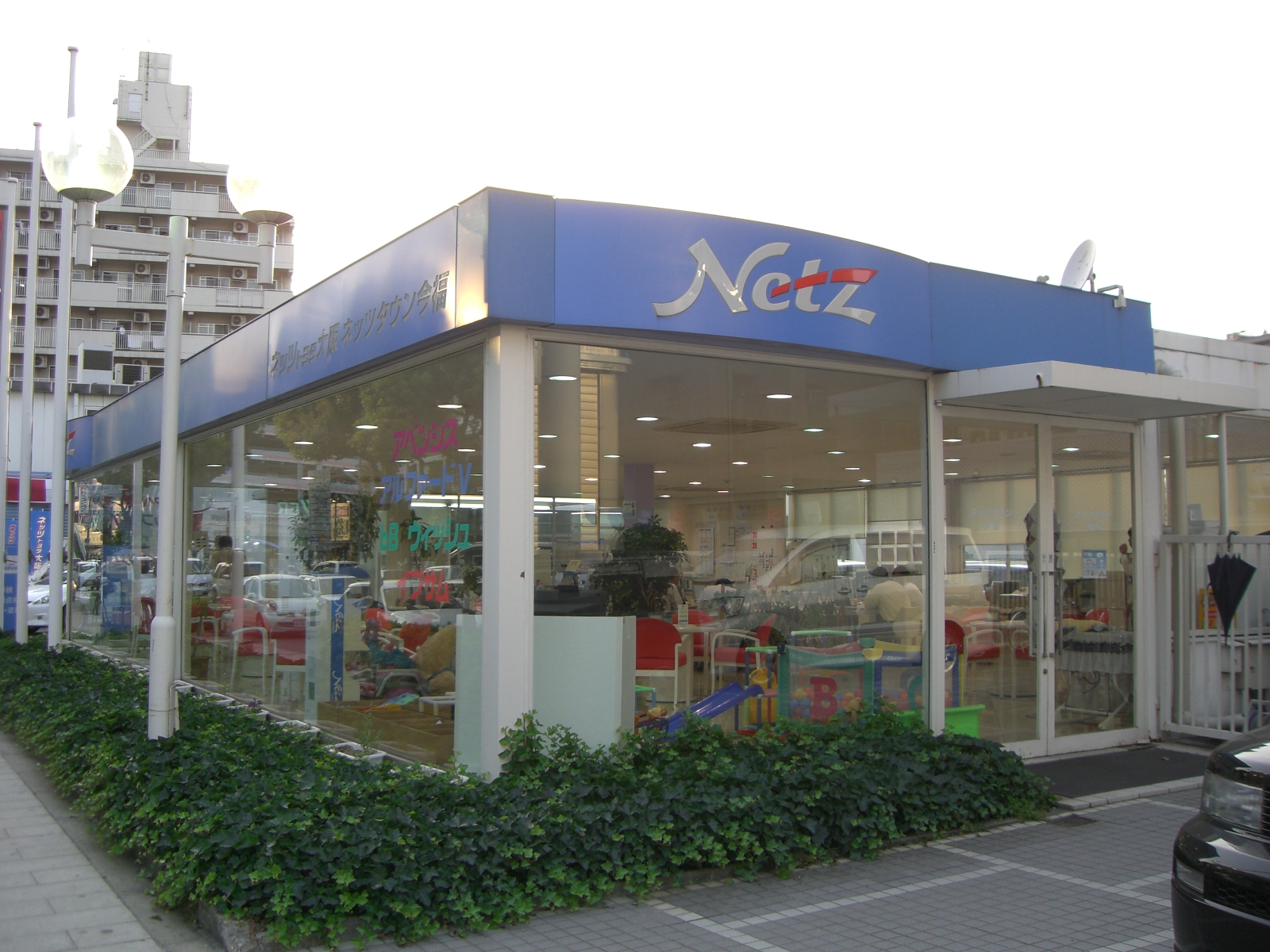
ネッツ店の店舗例（大阪市、今福店）

ネッツ店（ねっつてん、Netz）は、トヨタ自動車のディーラーの一つ。
元々はトヨタオート店からネッツトヨタ店に名称変更された販売チャンネルであったが、後にトヨタビスタ店も統合されて新生ネッツ店となった。日本国内におけるトヨタブランドの販売チャンネルの中では最も後発である。キャッチコピーは「-Another story-」。

## 概要
全国に115社・約1600店舗から構成され、ミニバンおよび2BOX系コンパクトカー中心のラインナップを持ち、主に若者・女性客をターゲットにしている。大阪地区ではかつてハイラックスサーフも扱っていた。
1968年4月に主力車種カローラスプリンター（KE15型）の発売に合わせて「トヨタオート店」として設立された。社名は原則「トヨタオート〇〇（〇〇は地名）」としていたが、東京都に本社を置いた「トヨタ東京オート（現：トヨタモビリティ東京）」だけは例外とされた。
1998年8月23日には「ネッツトヨタ店」と改名したのち、2004年5月より旧ネッツトヨタ店と旧トヨタビスタ店が統合して現在の「ネッツ店」となった。同時に看板ロゴも若干変更され、それまでは「Netz」の下に「TOYOTA」と表記されていたが、「Netz」ロゴはやや角が強調され「TOYOTA」の表記が消滅した。
東京地区では、全国に先駆けて2019年4月1日より販売チャネル制度を廃止しておりトヨタモビリティ東京（旧ネッツトヨタ東京）・ネッツトヨタ東都の都内店舗・トヨタS&D西東京（旧ネッツトヨタ多摩）については全車種を取り扱っている。
2020年5月からのトヨタ新車販売店の全車種取り扱い開始に伴う販売チャネル制度廃止の方針により、一部地域では他チャネルとの合併・再編が進み「ネッツ店」を名乗るディーラーが存在しない地域がある（詳細は後述）。
ネッツ店の専売車種のテレビCM・新聞広告には、改称時からトヨタのシンボルマークである「T」マークを掲載していない。併売車種についても、カタログ表紙のデザインが大幅に異なっていて、たとえプリウス、アクア等の全店併売車種であってもネッツ店のカタログだけは表紙が異なっている。また、他のトヨタ系列店と比較して併売車種が少ない。色は水色。

## 歴史

### トヨタオート店時代
- 1968年4月 カローラスプリンターの発売に合わせて、トヨタオート店として設立。
- 1970年12月 1BOXのライトエースを発売。
- 1971年8月 初の4ドアセダンであるスプリンターセダンを発売。
- 1972年3月 DOHCエンジンを搭載した、スプリンターのスペシャリティークーペであるスプリンタートレノを発売。
- 1973年4月 パブリカスターレットを発売。
- 1977年6月 初の6気筒エンジンを搭載したハードトップであり、マークIIの姉妹車チェイサーを発売。
- 1978年2月 スターレットはフルモデルチェンジでハッチバック化される。
- 1982年9月 初の4WD車及びステーションワゴンでもあるスプリンターカリブを発売。
- 1983年ごろ 全国統一のオート店専用ロゴ「TOYOTA AUTO」が作られ、店舗の看板デザインに採用される。
- 1984年6月 初のスポーツカー、MR2を発売。
- 1989年8月 消費税導入後に3ナンバー車の税制上の不利がなくなったため、チェイサーに3000cc車を追加。オート店初の3ナンバー車になる。
- 1991年11月 ビッグサルーン・セダンのアリスト発売。
- 1992年10月 トヨタオート店史上唯一の4000ccV8エンジン搭載車（アリストの初代モデルに存在したV8エンジンの四輪駆動車。1997年の2代目以降の日本仕様は3000ccのNAとターボのみの構成）であるアリストに4WD車を追加。
- 1994年5月 クロスオーバーSUVのRAV4Jを発売。なお、トヨタカローラ店ではRAV4Lとして販売する。
- 1995年5月 RAV4Jに居住性と利便性を向上させた5ドアモデルを追加。
- 1995年8月 3ナンバー専用ボディーを持つ、トヨタのワンボックスカーでは初めてとなるフロントエンジン車であると同時に最上級ミニバンであるグランビアを発売。
- 1996年10月 ライトエースがフルモデルチェンジを機にライトエースノアに改名。
- 1997年5月 「乗る、使う、楽しむ」を具体化する「ヒューマン・フレンドリー・コンパクト」が開発テーマとなるコンパクトワゴンのラウムを発売。

### オート店からネッツトヨタ店に
- 1998年8月 ネッツトヨタ店に改名。
- 1998年10月 ネッツトヨタ店に改名後初の新型車としてスポーツセダンのアルテッツァを発売。
- 1999年1月 コンパクトカーのヴィッツを発売。日本にコンパクトカーブームを巻き起こす。
- 1999年8月 トヨペット店と併売のヴィッツの4ドアセダンとなるプラッツを発売。スターレットが生産終了。
- 1999年10月 MR2がMR-Sに改名。
- 2000年2月 ボックスワゴンのbBを発売。
- 2000年9月 カローラのフルモデルチェンジに伴い、主力車種であったスプリンターセダンとスペシャリティクーペのスプリンタートレノが生産終了。[注 3] セダンはプラッツに統合する。
- 2000年11月 マークIIのフルモデルチェンジに伴い、高級セダンのチェイサーが生産終了。
- 2001年1月 カローラランクスの姉妹車、アレックスを発売。
- 2001年7月 アルテッツァのシューティングブレークスポーツワゴンとなるアルテッツァジータを発売。
- 2001年11月 ライトエースノアが生産終了。ライトエースノアの後継車としてヴォクシーを発売。
- 2002年5月 トヨペット店との併売で、ヴィッツをベースにしたクロスオーバーコンパクトカーのistを発売。グランビアが生産終了。
- 2002年7月 スプリンターバン、スプリンタービジネスワゴンが生産終了し、プロボックスに移行する（現在、プロボックスはトヨタカローラ店専売）。
- 2002年8月 スプリンターカリブが生産終了。カリブの後継車としてSUVタイプであり、スポーツワゴンのヴォルツを発売。
- 2003年1月　ミニバンのウィッシュを発売。（トヨタビスタ店と併売。）

### ビスタ店と統合、現在のネッツ店へ
- 2004年5月 トヨタビスタ店と統合し、新生ネッツ店が誕生。それに伴いNetzロゴのデザインがやや角ばったものに変更され、「TOYOTA」の文字がロゴから消滅。同時に、ネッツトヨタ店からネッツ店に改称[注 4]。スローガン「make the style」を制定。 トヨタビスタ店で取り扱っていた車種[注 5]を新たに加えパワーアップしたが、同時に以下の車種が生産終了・販売ラインナップから消滅している。
  - ヴォルツ（旧ネッツトヨタ店専売。2004年4月に生産終了）
  - WiLL VS（旧トヨタビスタ店専売。2004年4月に生産終了）
  - ヴェロッサ（旧トヨタビスタ店専売。2004年4月に生産終了）
  - プロナード（旧トヨタビスタ店専売。2004年4月に生産終了）
  - プラッツ（旧ネッツトヨタ店・トヨペット店で併売していたが、2004年4月以降トヨペット店の専売に→2005年11月にベルタに改名。これによりネッツ店取り扱いのコンパクトセダンが消滅）
  - ランドクルーザープラド（旧トヨタビスタ店・トヨタ店で併売していたが、2004年4月以降トヨタ店の専売に）
  - コンフォート（教習車仕様のみ旧ネッツトヨタ店・旧トヨタビスタ店・トヨペット店で併売していたが、2004年4月以降トヨペット店の専売に）
  - プロボックス（旧ネッツトヨタ店・トヨタカローラ店で併売していたが、2004年4月以降カローラ店の専売に）
- 2004年12月 アリストが生産終了[注 6]。
- 2005年2月 
  - ヴィッツがフルモデルチェンジに伴い、これ以降のネッツトヨタ店専売車種には一部車種を除いてフルモデルチェンジ及びマイナーチェンジ時にはすべて専用エンブレムが使われるようになる。
  - WiLL サイファが生産終了。
- 2005年3月 クルーガーハイブリッドを発売。
- 2005年8月 レクサスの国内発足に伴い、アルテッツァが生産終了[注 7]。これによりネッツ店から6気筒エンジンを搭載したセダンがなくなった。
- 2005年10月 ファンカーゴが生産終了。
- 2005年11月 RAV4Jがフルモデルチェンジを機にRAV4に車名統合されネッツ店専売となる。これに伴い、クルーガーVとネッツ店扱いのクルーガーハイブリッドが販売終了。
- 2006年5月 シエンタがマイナーチェンジに伴い、カローラ店専売に移行されネッツ店の取り扱いを一旦廃止した。
- 2006年10月 アレックスが生産終了。アレックスの後継車として、スポーツコンパクトカーのオーリスを発売。
- 2007年7月 MR-Sが生産終了。これによりトヨタのスポーツカーが一旦なくなる。
- 2008年4月 アルファードVが生産終了。
- 2008年5月 アルファードVの後継車として、ヴェルファイアを発売。
- 2008年10月 全長3mを切るコンパクトカーのiQを発売。
- 2008年12月 アベンシスが販売終了。これによりネッツ店取扱いのセダンとステーションワゴンが一旦なくなる。
- 2009年5月 プリウスがフルモデルチェンジに伴い、取り扱いを開始[注 8]。これに伴い、ネッツ店で一旦取扱いを休止していたセダンの取扱いが再開した。
- 2009年12月
  - イプサムが生産終了。
  - SAIを発売（すべてのトヨタ販売店での取り扱い）。プリウスに続いてのセダンの取扱となり、ネッツ店ではアベンシス以来となるノッチバックセダンとなる。
- 2010年4月 2004年より使用されてきた「make the style」に代わる新スローガン「the Creative」を制定。これに伴い、広告・カタログ等に使用されるロゴもリニューアル。[注 9]
- 2011年5月 プリウスαを発売（すべてのトヨタ販売店での取り扱い）。これに伴い、ネッツ店で一旦取扱いを休止していたステーションワゴンの取扱いが再開した。
- 2011年6月 アベンシスワゴンを発表。2008年12月に販売を終了したが、ワゴンのみとはいえ、販売再開は異例。トヨタ店・トヨペット店との併売となる。
- 2011年9月 トヨタ初の軽自動車（軽乗用車）ピクシススペースを発売[注 10]。
- 2011年10月 ラウムが生産終了。
- 2011年12月 トヨタ初の軽トラックピクシストラック及びトヨタ初の軽ライトバンピクシスバンを発売[注 10]。
- 2012年4月 2ドアスポーツクーペ86の販売を開始（すべてのトヨタ販売店での取り扱い）。これにより、ネッツ店で一旦取扱いを休止していたスポーツカーの取扱いが再開した。
- 2012年5月 トヨタ2番目の軽乗用車となるピクシスエポックを発売[注 10]。
- 2012年7月 ラウムの後継車として、2代目ポルテの姉妹車にあたるスペイドを発売。カローラ店との併売となる。
- 2014年4月 旧ネッツトヨタ店と旧トヨタビスタ店との統合から10周年を迎える。
- 2015年7月
  - トヨタ3番目の軽乗用車となるピクシスメガを発売[注 10]。
  - シエンタがフルモデルチェンジに伴い、すべてのトヨタ販売店での取り扱いに移行され、ネッツ店では9年ぶりにシエンタの取扱いが再開した。
- 2016年4月 
  - 2010年より使用されてきた「the Creative」に代わる新スローガン「Another story」を制定。これに伴い、広告・カタログ等に使用されるロゴもリニューアル。Netzロゴのバックに描かれている青い風の様なマークが2つの丸いイラストに変更された。
  - オーリスがグレード追加とトヨペット店との併売に移行し、フロントの専用エンブレムの使用が廃止される。
- 2016年7月 RAV4とbBが販売終了。前者の販売終了により、ネッツ店から専売SUVが消滅した。
- 2016年8月 トヨタ4番目の軽自動車となるピクシスジョイを発売[注 10]。
- 2016年11月 bBの後継車として、トールワゴンタンクを発売。トヨペット店との併売となる。
- 2016年12月 C-HRを発売（すべてのトヨタ販売店での取り扱い）。これにより、ネッツ店で一旦取扱いを休止していたSUVの取扱が再開した。
- 2017年1月 ピクシス スペースが販売終了。
- 2017年7月 カムリがフルモデルチェンジに伴い、取り扱い開始（同時にトヨペット店[注 11]も取り扱いを開始し、従前から取り扱っているカローラ店との併売となる）。カムリに関しては「セリカ カムリ」の車種名で初代モデルがカローラ店との併売で旧トヨタビスタ店でも販売された経緯があり、約35年4ヶ月（2代目～5代目カムリの姉妹車であった初代～4代目ビスタ含むと約19年）のブランクを経て、旧トヨタビスタ店の流れを汲む現在のネッツ店で改めて取り扱うこととなり、ネッツ店においてはアリスト以来となるラージサイズセダンとなる。
- 2017年10月 ウィッシュが販売終了。
- 2017年11月 SAIが販売終了。
- 2018年3月 オーリスが販売終了。
- 2018年4月 アベンシスワゴンが販売終了。
- 2019年4月 RAV4がフルモデルチェンジに伴い、約2年9ヶ月ぶりに取り扱いを再開（カローラ店との併売）。
- 2019年5月 スープラがフルモデルチェンジに伴い、取り扱い開始（従前からのカローラ店を含めたすべてのトヨタ車両販売店での取扱）。
- 2020年4月 レジアスエースが販売終了。
- 2020年5月 4系列店が同時に全車種併売化したこと[1]伴い、クラウン、ハイエース、カローラなどの取り扱いを開始（ダイナなどは整備に対応していない等一部未取扱の店舗がある）。

## 販売体制
ディーラー名は「ネッツトヨタ○○」の所が多い。○○の所にはその地域にちなんだ名前が入っている。特に、ネッツ店の場合は旧トヨタオート店と旧トヨタビスタ店の経営会社が違うために2社の合併が難しく、同じ都道府県に複数のネッツ店が存在することもある。
- 北海道：札幌運輸支局管内では、トヨタビスタ札幌は「ネッツトヨタ道都」に社名変更しているネッツトヨタ札幌とトヨタビスタ札幌は札幌トヨタグループ。「ネッツトヨタ道都」は1957年に創業した「札幌トヨタディーゼル」を起源としており、ネッツ店のディーラーでは一番歴史の古い会社である[注 12]。また、帯広運輸支局管内では、トヨタビスタ帯広は「ネッツトヨタとかち」に社名変更したものの、後に同じ熱原グループの「ネッツトヨタ帯広」と統合・合併している。その後ネッツトヨタとかちは統合により店舗自体を失い、本社があった建物には現在、同じ熱原グループが運営する、帯広スズキの本社が営業している。
- 青森県：旧トヨタビスタ青森（塚原グループ）とネッツトヨタ青森（トヨタ小野グループ）は経営会社が違っていたために、旧トヨタビスタ青森はネッツトヨタ青森と合併せず、「ネッツトヨタみちのく」に社名変更して店舗を展開している。また、ネッツトヨタ青森は店舗、ホームページ、CMを青森トヨタと共用し、「ツインプラザ」として営業している。
- 秋田県：旧ネッツトヨタ秋田、旧トヨタビスタ秋田とも、秋田クボタやトヨタレンタリース秋田を束ねる石井グループ（旧称・石井企業グループ）傘下であったことから、旧ネッツトヨタ秋田を存続会社として合併し、「ネッツトヨタ秋田」として営業している。ちなみに、旧ネッツトヨタ秋田の本店と旧トヨタビスタ秋田の本社は同一地にあった。また、経営母体が同じことで、従前から重複店が少なく（前述のように旧ネッツトヨタ秋田本店と旧トヨタビスタ秋田本社は同一の建物であり、ショウルーム・整備工場も合併以前より共用していた。現在は、ショウルームは閉鎖されており、事務機能のみ）、本店の近隣にある臨海店（現在は、臨海本店と呼称）のように同一敷地内にそれぞれの建物があったケースは、旧トヨタビスタ秋田側を中古車専業店に転換するなどしている。
- 岩手県：従来のネッツトヨタ店は「ネッツトヨタ岩手」、旧トヨタビスタ店は「ネッツトヨタ盛岡」となっており、互いの拠点が近接しているところも見られる（特に宮古市ではネッツ岩手とネッツ盛岡の店舗が隣接している）。そのためかネッツ岩手の販売拠点名に市町村名（宮古店、一関店など）がつけられているのに対し、ネッツ盛岡では販売店の所在地や目安になるもの（宮古店→磯鶏（そけい）、一関店→一関大橋など）が販売拠点名として掲げられている。
- 宮城県：従来のネッツトヨタ店は「ネッツトヨタ仙台」、旧トヨタビスタ店は「ネッツトヨタ宮城」となっており、岩手県のケースと同様、拠点が近接しているところも見られた。また、ネッツトヨタ宮城はテレビCMでは「ネッツトヨタ宮城」と表記されているが、販売拠点の看板は「宮城○○」（○○は地名）とネッツトヨタの表記がなく、店内の外装にネッツ宮城○○とだけ表記されていた。なお、ネッツトヨタ宮城は2021年5月1日に親会社の宮城トヨタと合併し、店舗の看板が「宮城トヨタ○○」「（ネッツ）宮城○○」（○○は地名）から「MTG○○」（○○は地名）に一新された。
- 山形県：秋田県と同様に旧ネッツトヨタ山形、旧トヨタビスタ山形とも遠藤商事グループであったためビスタ店統合を機にあらためて合併を行いネッツトヨタ山形として運営している。
- 福島県：浜通り地方北部、中通り地方北部、会津地方に展開するネッツトヨタ福島（旧･トヨタオート福島）、浜通り地方南部、中通り地方南部に展開するネッツトヨタ郡山（旧・トヨタオート郡山）、福島県全域をエリアにするネッツトヨタノヴェルふくしま（旧･トヨタビスタ福島）の3社があったがノヴェルふくしまは2025年4月に福島トヨペットに吸収合併された。特に郡山市は唯一3社とも販売拠点を構えている地域であった。
- 群馬県：トヨタビスタ群馬は本社のある高崎市からとって、「ネッツトヨタ高崎」に社名変更したが、誤解を防ぐために、チラシ広告などでは「ネッツトヨタ高崎は群馬県全域が販売エリアです」と注釈を添えている。これは、群馬県内のトヨタカローラ店であるトヨタカローラ群馬とトヨタカローラ高崎が、エリア棲み分けを行っていることとの混同を避けるためである。その他にネッツトヨタ群馬もあり、こちらの販売エリアも群馬県全域である。また、ネッツトヨタ高崎は2020年10月1日に社名ロゴとテーマカラー（多くのネッツ店で採用している従来の青から赤に）を変更[3]、さらに2025年1月1日にネッツトヨタGTGぐんまに社名変更した。
- 茨城県：茨城県全域に展開するネッツトヨタ茨城（旧・トヨタオート茨城、以下ネッツ茨城）、旧ビスタ店で茨城県北・県央・鹿行地域に展開するネッツトヨタ水戸（旧・トヨタビスタ東茨城、以下ネッツ水戸）と茨城県南・県西地域に展開するネッツトヨタつくば（旧トヨタビスタ西茨城、以下ネッツつくば）の3社体制。ネッツ茨城は店舗名に「マイネ」を導入。ネッツ水戸とネッツつくばは旧ビスタ店からの流れで展開地域の棲み分けを図っている。
- 千葉県：千葉トヨタ系はネッツトヨタ千葉と旧トヨタビスタ南千葉のネッツトヨタ南千葉がある。また、トヨタ勝又グループ（千葉トヨペットが母体）は東京都東部でネッツトヨタ店を展開するネッツトヨタ東都が旧トヨタビスタ北千葉を吸収した。
- 埼玉県：トヨタ勝又グループ系のネッツトヨタ埼玉（旧ネッツトヨタ西埼玉と旧トヨタビスタ東埼玉を併合）、母体の違うネッツトヨタウエスト埼玉（旧トヨタビスタ西埼玉）とネッツトヨタ東埼玉の3社が存在。その後、2014年5月にネッツトヨタ東埼玉が旧ネッツトヨタウエスト埼玉を吸収したため、現在は2社体制となっている。
- 神奈川県：ネッツトヨタ店再編当時は横浜・川崎地域を主たる営業エリアとするネッツトヨタ横浜とネッツベイシティ横浜（旧・トヨタビスタ横浜、以下ベイシティ横浜）およびそれ以外の地域を主たる営業エリアとするネッツトヨタ神奈川（以下ネッツ神奈川）とネッツトヨタ湘南（旧・トヨタビスタ神奈川）の4社体制であったが、2007年1月にネッツ神奈川が同じトヨタウエインズグループ傘下のベイシティ横浜を吸収、このとき、旧両社のエリアが重複する鎌倉・横須賀地区において店舗名が一部変更となっている。2020年5月にKTグループの神奈川トヨタ自動車が同グループのトヨタカローラ横浜、ネッツ横浜、ネッツ湘南を吸収合併しトヨタモビリティ神奈川に、2023年1月にウエインズグループの横浜トヨペットが同グループのトヨタカローラ神奈川、ネッツ神奈川と合併しウエインズトヨタ神奈川となったため、神奈川県内のネッツ店は消滅した。
- 岐阜県：旧ネッツトヨタ岐阜と旧トヨタビスタ岐阜はともに西濃運輸（現・セイノーホールディングス）の関連会社であったがビスタ店統合時には合併ぜずに旧ビスタ店がネッツトヨタセントロ岐阜に社名変更した。その後、2005年10月に上記2社がセイノーホールディングスの完全子会社になったことを受け、2010年7月1日付でネッツトヨタ岐阜を存続会社としネッツトヨタセントロ岐阜を吸収合併[4]。以降はネッツトヨタ岐阜として運営していた。2023年1月1日付で同じセイノーグループのトヨタカローラ岐阜を吸収合併すると同時にトヨタカローラネッツ岐阜に社名変更したため、岐阜県内のネッツ店はトヨタカローラ店とともに消滅した[5]。
- 静岡県：旧トヨタビスタ店系の内、中部地区の遠州鉄道グループでネッツトヨタ浜松（旧社名・トヨタオート浜松）の子会社、旧トヨタビスタ静岡が販売権をメーカーであるトヨタ自動車に返上し、静岡トヨタ（メーカー直営会社）の傘下になったが、業績不振のため、ネッツトヨタ店再編の際にトヨタビスタ静岡を解散させ、店舗を静岡鉄道グループの旧トヨタビスタ東静岡（現・ネッツトヨタスルガ）とトヨタカローラ静岡グループの旧トヨタビスタ浜松（現・ネッツトヨタ静浜）に分割。従前より存在していたネッツトヨタ店（旧トヨタオート系）である遠州鉄道グループのネッツトヨタ浜松（旧トヨタビスタ静岡の元親会社）と、旧静岡トヨタグループであり現在はトヨタウエインズグループ（横浜トヨペットが母体）のネッツトヨタ静岡の2社と合わせ4社で営業しており、特に静岡市内では4社共市内に店舗を保有し、入り乱れる激戦競合地区となっていた。この中でネッツトヨタ浜松は2020年7月1日付で静岡トヨタ自動車へ吸収合併された。なお静岡トヨタ自動車への吸収合併後も店舗名の変更は行わなかったが2024年1月にネッツ浜松の屋号を廃止した[6]。ネッツトヨタスルガは2021年4月にトヨタカローラ東海と共に静岡トヨペットに吸収合併されトヨタユナイテッド静岡に社名変更[7]するも屋号を維持していたが、2022年5月10日に廃止[8]された事と前述のとおりネッツ浜松が屋号を廃止したため現在ではネッツ静岡とネッツ静浜の2社体制となっている。
- 島根県：島根トヨタグループ系は、ネッツトヨタ島根がある。また、島根トヨペット系は、鳥取県でネッツトヨタ店を展開するネッツトヨタ鳥取が鳥取県・島根県で旧トヨタビスタ店を展開していた旧トヨタビスタ山陰を吸収し、同時に島根県西部からは撤退し、ネッツトヨタ山陰に社名を変更して店舗を展開しているが、2014年8月に島根県の店舗をネッツトヨタ島根に譲渡している（ネッツトヨタ山陰は2015年1月1日にネッツトヨタ鳥取に社名を再変更）。
- 香川県：青森県などと同様、旧トヨタビスタ香川はネッツトヨタ香川と合併せず、ネッツトヨタ高松と社名を変更したが、ネッツトヨタ香川とネッツトヨタ高松の店舗が近接しているケースもある[注 13]。そのためネッツトヨタ高松は店舗名に地名を付けることができず、店舗内に植えられている樹木を店舗名とした。

## ディーラー一覧

### 北海道
- ネッツトヨタ旭川（旭川市、旧：トヨタオート旭川）
- ネッツトヨタたいせつ（旭川市、旧：トヨタビスタ旭川。旭川トヨペットグループ）
- ネッツトヨタ釧路（釧路市、旧：トヨタオート釧路）
- ネッツトヨタ帯広（帯広市、旧：トヨタオート帯広。熱原グループ）
- ネッツトヨタ北見（北見市、旧：トヨタオート北見）
- ネッツトヨタ苫小牧（苫小牧市、旧：トヨタオート室蘭。トヨタ自動車100%出資だったが、2020年10月より札幌トヨタグループ入り）
- ネッツトヨタ札幌（札幌市東区、旧：トヨタオート札幌。札幌トヨタグループ）
- ネッツトヨタ道都（札幌市中央区、旧：トヨタビスタ札幌。札幌トヨタグループ）

かつて存在した販売店
- ネッツトヨタとかち（旧：トヨタビスタ帯広、熱原グループ。2007年7月にネッツトヨタ帯広が吸収合併）
- ネッツトヨタオホーツク（旧：トヨタビスタ北見、国安木材グループ。2009年10月にネッツトヨタ北見が吸収合併）
- ネッツトヨタ道南（旧：トヨタビスタ函館。2020年7月に函館トヨタ自動車が吸収合併）
- ネッツトヨタ道東（旧：トヨタビスタ釧路、釧路貨物グループ。 2021年7月に釧路トヨペット（現：トヨタモビリティ釧路）が吸収合併）
- ネッツトヨタ函館（旧：トヨタオート函館、アンビシャスグループ北海道。2025年4月にトヨタカローラ札幌（現：AGHトヨタ札幌）が札幌トヨペットとともに経営統合）

### 東北地方
- ネッツトヨタ青森（青森市、旧：トヨタオート青森。トヨタ小野グループ）
- ネッツトヨタみちのく（八戸市、旧：トヨタビスタ青森。塚原グループ）
- ネッツトヨタ岩手（盛岡市、旧：トヨタオート岩手。T-MIGグループ）
- ネッツトヨタ盛岡（盛岡市、旧：トヨタビスタ岩手）
- ネッツトヨタ秋田（秋田市、旧：トヨタオート秋田・トヨタビスタ秋田。石井グループ）
- ネッツトヨタ山形（山形市、旧：トヨタオート山形・トヨタビスタ山形。遠藤商事グループ）
- ネッツトヨタ仙台（仙台市宮城野区、旧：トヨタオート仙台。栃木トヨペットグループ）
- ネッツトヨタ福島（福島市、旧：トヨタオート福島）
- ネッツトヨタ郡山（郡山市、旧：トヨタオート郡山）

かつて存在した販売店
- ネッツトヨタ宮城（旧：トヨタビスタ宮城。2021年5月1日に宮城トヨタ自動車が吸収合併）
- ネッツトヨタノヴェルふくしま（郡山市、旧：トヨタビスタ福島。I&Iグループ。2025年4月1日に福島トヨペットが吸収合併）

### 関東地方
- ネッツトヨタ群馬（前橋市、旧：トヨタオート群馬）
- ネッツトヨタGTGぐんま（高崎市、旧：トヨタビスタ群馬、群馬トヨタグループ。2025年1月1日にネッツトヨタ高崎から社名変更）
- ネッツトヨタ栃木（宇都宮市、旧：トヨタオート栃木。栃木トヨペットグループ）
- ネッツトヨタ茨城（水戸市、旧：トヨタオート茨城。和田グループ）
- ネッツトヨタ水戸（水戸市、旧：トヨタビスタ東茨城。茨城トヨタグループ）
- ネッツトヨタつくば（古河市、旧：トヨタビスタ西茨城。ハタヤホールディングス（茨城トヨペット）グループ）
- ネッツトヨタ東埼玉（川口市、旧：トヨタオート東埼玉。サイボーグループ）
- ネッツトヨタ埼玉（さいたま市大宮区、旧：トヨタオート西埼玉・トヨタビスタ東埼玉。トヨタ勝又グループ）
- ネッツトヨタ東都（東京都葛飾区、旧：トヨタオート東都・トヨタビスタ北千葉。トヨタ勝又グループ）
- ネッツトヨタ千葉（千葉市中央区、旧：トヨタオート千葉。千葉トヨタグループ）

かつて存在した販売店
- ネッツトヨタベイシティ横浜（旧：トヨタビスタ横浜。2007年1月にネッツトヨタ神奈川が吸収合併）
- ネッツトヨタ西東京（旧：トヨタビスタ多摩。2010年4月にネッツトヨタ多摩が吸収合併）
- ネッツトヨタ南千葉（旧：トヨタビスタ千葉。2010年5月にネッツトヨタ千葉が吸収合併）
- ネッツトヨタウエスト埼玉（旧：トヨタビスタ西埼玉。2014年5月にネッツトヨタ東埼玉が吸収合併）
- ネッツトヨタ宇都宮（旧：トヨタビスタ栃木、栃木トヨペットグループ。2019年4月にネッツトヨタ栃木が吸収合併）
- ネッツトヨタ東京（旧：トヨタ東京オート・トヨタビスタ東京。2019年4月にトヨタ東京販売ホールディングス（現：トヨタモビリティ東京）が東京トヨタ自動車、東京トヨペット、トヨタ東京カローラとともに吸収合併）
- ネッツトヨタ横浜 （旧：トヨタオート横浜。2020年5月に神奈川トヨタ自動車が吸収合併し屋号をトヨタモビリティ神奈川に変更）
- ネッツトヨタ湘南 （旧：トヨタビスタ神奈川。2020年5月に神奈川トヨタ自動車が吸収合併し屋号をトヨタモビリティ神奈川に変更）
- ネッツトヨタ多摩（現：トヨタS&D西東京、旧：トヨタオート多摩、S&Dホールディングスグループ。2022年4月に社名変更し個人向け事業トヨタ西東京カローラ（現：トヨタS&Dフリート西東京）から承継。法人向け事業を同社へ移管）
- ネッツトヨタ神奈川（旧：トヨタオート神奈川、ウエインズグループ。2023年1月に横浜トヨペット（現：ウエインズトヨタ神奈川）がトヨタカローラ神奈川とともに吸収合併）

### 甲信越地方
- ネッツトヨタ山梨（甲府市、旧：トヨタオート山梨。山梨トヨタグループ）
- ネッツトヨタ甲斐（甲府市、旧：トヨタビスタ山梨。早野グループ）
- ネッツトヨタ新潟（新潟市中央区、旧：トヨタオート新潟・トヨタビスタ新潟。新潟トヨタグループ）
- ネッツトヨタ越後（長岡市、旧：トヨタビスタ越後。越後交通グループ）

かつて存在した販売店
- ネッツトヨタ信濃（2005年4月にネッツトヨタ長野が吸収合併）
- ネッツトヨタ信州（旧：トヨタビスタ信州、NTPグループ。2020年7月1日付で新たに設立されたNTPトヨタ信州がトヨタカローラ南信とともに吸収合併）
- ネッツトヨタ長野（旧：トヨタオート長野、トヨタUグループ。2021年4月に長野トヨタ自動車が長野トヨペット、トヨタカローラ長野とともに吸収合併）

### 北陸地方
- ネッツトヨタ富山（富山市、旧：トヨタオート富山）
- ネッツトヨタ石川（金沢市、旧：トヨタオート石川。HAATグループ）
- ネッツトヨタ福井（福井市、旧：トヨタオート福井・トヨタビスタ福井。三谷グループ）

かつて存在した販売店
- ネッツトヨタ金沢（2010年にネッツトヨタ石川が吸収合併）
- ネッツトヨタノヴェルとやま（旧：トヨタビスタ富山、品川グループ。2021年1月に富山トヨタ自動車（現：トヨタモビリティ富山）が富山トヨペットとともに吸収合併）

### 東海地方
- ネッツトヨタ静岡（沼津市、旧：トヨタオート静岡。ウエインズグループ）
- ネッツトヨタ静浜（浜松市中央区、旧：トヨタビスタ静岡・トヨタビスタ浜松。トヨタカローラ静岡グループ）
- ネッツトヨタ中部（名古屋市名東区、旧：トヨタオート中部 Gホールディングスグループ）
- ネッツトヨタ三重（津市、旧：トヨタオート三重）
- ネッツトヨタノヴェル三重（四日市市、旧：トヨタビスタ三重）

かつて存在した販売店
- ネッツトヨタセントロ岐阜（旧：トヨタビスタ岐阜、セイノーグループ。2010年7月1日付でネッツトヨタ岐阜が吸収合併）
- ネッツトヨタ浜松（旧：トヨタオート浜松、遠鉄グループ。2020年7月に静岡トヨタ自動車が吸収合併したがネッツトヨタ浜松の屋号は存続）
- ネッツトヨタ名古屋（旧：トヨタオート名古屋、NTPグループ。2022年4月1日付で名古屋トヨペット（現：NTP名古屋トヨペット）が吸収合併）
- ネッツトヨタ中京（旧：トヨタビスタ名古屋、NTPグループ。2022年4月1日付で名古屋トヨペット（現：NTP名古屋トヨペット）が吸収合併）
- ネッツトヨタ東名古屋（現：トヨタモビリティ東名古屋、旧：トヨタビスタ東名古屋、KIRIXグループ。2021年4月1日付で社名変更）
- ネッツトヨタスルガ（旧：トヨタビスタ東静岡、静鉄グループ。2021年4月に静岡トヨペット（現：トヨタユナイテッド静岡）がトヨタカローラ東海とともに吸収合併。合併後も屋号を維持していたが、2022年5月10日に廃止）
- ネッツトヨタ岐阜（現：トヨタカローラネッツ岐阜、旧：トヨタオート岐阜、セイノーグループ。2023年1月1日付でトヨタカローラ岐阜を吸収合併し社名変更）
- ネッツトヨタ愛知（旧：トヨタオート愛知、ATグループ。2023年5月に愛知トヨタ自動車と経営統合）
- ネッツトヨタ東海（旧：トヨタビスタ愛知、ATグループ。2023年5月に愛知トヨタ自動車と経営統合）

### 近畿地方
- ネッツトヨタびわこ（栗東市、旧：トヨタビスタ滋賀）
- ネッツトヨタ京都（京都市右京区、旧：トヨタオート京都）
- ネッツトヨタヤサカ（京都市中京区、旧：トヨタオートヤサカ。ヤサカグループ）
- ネッツトヨタ和歌山（和歌山市、旧：トヨタオート和歌山・トヨタビスタ和歌山）
- ネッツトヨタニューリー北大阪（豊中市、旧：トヨタビスタ北大阪）
- ネッツトヨタ大阪（大阪市浪速区、旧：トヨタオート大阪）
- ネッツトヨタ南海（堺市西区、旧：トヨタオート南海。トヨタ久保グループ）
- ネッツトヨタ神戸（尼崎市、旧：トヨタオート阪神。神戸トヨペットグループ）
- ネッツトヨタゾナ神戸（神戸市中央区、旧：トヨタビスタ神戸。兵庫トヨタグループ）
- ネッツトヨタ兵庫（神戸市中央区、旧：トヨタオート兵庫。神戸トヨペットグループ）
- ネッツトヨタウエスト兵庫（神戸市長田区、旧：トヨタビスタ兵庫）

かつて存在した販売店
- ネッツトヨタ滋賀（旧：トヨタオート滋賀、大阪トヨペットグループ。2023年5月に滋賀トヨタ自動車（現：滋賀トヨタ）が吸収合併）
- ネッツトヨタ京華（京都市南区、旧：トヨタビスタ京都。京都トヨペットグループ　2025年4月に京都トヨペットが吸収合併）
- ネッツトヨタ北大阪（旧：トヨタオート北大阪。2005年4月にネッツトヨタ中央大阪と合併）
- ネッツトヨタいずみ南海（旧：トヨタビスタ南海。2005年4月にネッツトヨタ南海が吸収合併）
- ネッツトヨタ新大阪（旧：トヨタビスタ新大阪、トヨタ久保グループ。2023年1月にトヨタカローラ新大阪（現：トヨタモビリティ新大阪）が吸収合併）
- ネッツトヨタ中央大阪（旧：トヨタビスタ大阪、大阪トヨペットグループ。2023年1月に大阪トヨペットが吸収合併）
- ネッツトヨタ奈良（旧：トヨタオート奈良・トヨタビスタ奈良。2023年1月、奈良トヨペット（現：トヨタユナイテッド奈良）に吸収合併。ネッツの屋号はトヨペットとともに存続）

### 中国地方
- ネッツトヨタ岡山（岡山市南区、旧：トヨタオート岡山。I&Dグループ）
- ネッツトヨタ山陽（岡山市南区、旧：トヨタビスタ岡山）
- ネッツトヨタ鳥取（米子市、ネッツトヨタ鳥取（旧：トヨタオート鳥取）とトヨタビスタ山陰が合併しネッツトヨタ山陰となっていたが島根県内の拠点をネッツトヨタ島根に譲渡して社名変更）
- ネッツトヨタ島根（松江市、旧：トヨタオート島根。島根トヨタグループ）
- ネッツトヨタ広島（広島市西区、旧：トヨタオート広島）
- ネッツトヨタ山口（周南市、旧：トヨタオート山口）

かつて存在した販売店
- ネッツトヨタ西京（2013年2月にネッツトヨタ山口が吸収合併）
- ネッツトヨタ中国（旧：トヨタビスタ広島、卜部グループ。トヨタカローラ広島に吸収合併）

### 四国地方
- ネッツトヨタ徳島（徳島市、旧：トヨタオート徳島。西山グループ）
- ネッツトヨタ香川（高松市、旧：トヨタオート香川。ネッツトヨタ岡山傘下）
- ネッツトヨタ高松（高松市、旧：トヨタビスタ香川）
- ネッツトヨタ愛媛（松山市、旧：トヨタオート愛媛。ITMグループ）
- ネッツトヨタ瀬戸内（松山市、旧：トヨタビスタ愛媛）
- ネッツトヨタ高知（高知市、旧：トヨタオート高知。ネッツトヨタ山口傘下）
- ネッツトヨタ南国（高知市、旧：トヨタビスタ高知。西山グループ）

かつて存在した販売店
- ネッツトヨタ東四国（2012年5月にネッツトヨタ徳島が吸収合併）

### 九州・沖縄地方
- ネッツトヨタ北九州（北九州市小倉北区、旧：トヨタオート北九州・トヨタビスタ北九州。卜部グループ）
- ネッツトヨタ福岡（福岡市博多区、旧：トヨタオート福岡。昭和グループ）
- ネッツトヨタ西日本（本社：福岡市博多区、旧：トヨタビスタ福岡。喜多村石油グループ）
- ネッツトヨタ長崎（長崎市、旧：トヨタオート長崎・トヨタビスタ長崎）
- ネッツトヨタ熊本（熊本市、旧：トヨタオート熊本）
- ネッツトヨタ大分（大分市、旧：トヨタオート大分）
- ネッツトヨタ東九州（大分市、旧：トヨタビスタ大分。大分トヨタ自動車グループ[9]）
- ネッツトヨタ鹿児島（鹿児島市、旧：トヨタオート鹿児島）

かつて存在した販売店
- ネッツトヨタ中九州（旧：トヨタビスタ熊本。2020年5月にトヨタカローラ熊本（現：ユナイテッドトヨタ熊本）が吸収合併。ネッツの屋号は「ネッツスクエア」として存続）
- ネッツトヨタ佐賀（旧：トヨタオート佐賀・トヨタビスタ佐賀、昭和グループ。2022年4月1日に西九州トヨタ自動車が吸収合併）
- ネッツトヨタ沖縄（旧：トヨタオート沖縄。OTMグループ。2022年4月1日、沖縄トヨペット、トヨタカローラ沖縄とともに沖縄トヨタ自動車に吸収合併）
- ネッツトヨタ宮崎（旧：トヨタオート宮崎、宮崎トヨタグループ。2023年4月1日付で宮崎トヨタ自動車に吸収合併）
- ネッツトヨタヒムカ（旧：トヨタビスタ宮崎、宮崎トヨタグループ。2023年4月1日付で宮崎トヨタ自動車に吸収合併）
- ネッツトヨタ南九州（旧：トヨタビスタ鹿児島、鹿児島トヨタ・諏訪一族グループ。2024年1月1日付で鹿児島トヨタ自動車に吸収合併）

### ディーラーによる不祥事
2021年（令和3年）3月、ネッツトヨタ愛知プラザ豊橋店で不正車検が行われていたとして行政処分を受けた。愛知県警によると、4WD車の速度計、前照灯の検査、排ガスの一酸化炭素濃度などの項目で、2018年（平成30年）12月から2021年（令和3年）1月の間で、台数は5158台に影響があったほか、ネッツトヨタ山梨本社セイリア店、ネッツトヨタ沖縄南風原店でも不正車検が行われていた。

## スローガン
ネッツトヨタ店のスローガンは次の7つ。
- -Make the style-
- -the Creative-
- -Another story-
- 時代の先を行くセンス
- いつも新しい楽しさ
- 心と笑顔で結ばれた信頼のきずな
- ネッツはいつも新しい自分らしさに出会う場所です
- そして、カーライフの次の姿を創りつづけます

## ネッツ店の現況
トヨタ自動車は「TOYOTA」（トヨタ店・トヨペット店・カローラ店）と「LEXUS」の2ブランド制をとっており、この2チャンネルをまたいで併売することができないような車種・販売店構成をとっているが、「Netz」（ネッツ店）も統合後ディーラーの看板から「TOYOTA」の文字が消え、フロントエンブレムも専用のものに切り替え、さらには取扱車種が一部（例：プリウスシリーズとSAI、ピクシスシリーズ）を除いて全て専売車種に切り替えたりと、事実上ブランド化されたような状態にあった。
しかし、このことが結果として併売車種の減少を生み、各ディーラーごとの販売車種が大幅に減ることとなった上に、さらにそれが旧トヨタオート店、旧トヨタビスタ店時代に抱えていた顧客の車両代替需要をも逃す事態を発生させた。当時トヨタの取扱車種数が、姉妹車の縮小や同クラス車種の統合化などで年々減っていることもあったが、2010年代からはハイブリッド系車種以外でも併売車種が次々と増えていき、2020年5月の全店併売直前には併売車種が過半数を占めていた。

### エンブレムについて
2005年に登場した2代目（NCP9#系）ヴィッツ以降、ネッツ店専売車種には「Netz」の頭文字「N」をモチーフにした専用エンブレムをフロント部分に採用していた。2020年4月のヴォクシーの仕様変更による採用終了をもってネッツエンブレムをつけた車種は完全に消滅した。

#### 過去の採用車両
※採用時期以降にフルモデルチェンジした車種については、車種名の次に「■」を入れる。
- ヴィッツ■（2005年2月の2代目モデルデビュー時〜2019年12月 生産終了により採用終了）
- ist■（2005年5月の先代マイナーチェンジ以降〜2016年4月  生産終了により採用終了）
- アベンシス（2005年9月のマイナーチェンジ以降〜2008年12月 生産終了により採用終了）※
- ウィッシュ（2005年9月のマイナーチェンジ以降〜2017年10月 生産終了により採用終了）※
- RAV4（2005年11月の三代目モデルデビュー時〜2016年7月 生産終了により採用終了）※
- bB（2005年12月の二代目モデルデビュー時〜2016年7月 生産終了により採用終了）
- オーリス■（2006年10月の初代デビュー時〜2016年4月 ハイブリッドの追加とともにトヨペット店での扱いも開始され、採用終了）
- ラウム（2006年12月のマイナーチェンジ以降〜2011年10月 生産終了により採用終了）
- ヴォクシー■（2007年6月の2代目デビュー時〜2020年4月 同年4月の仕様変更で採用終了）
- ヴェルファイア（2008年5月のデビュー時〜2019年12月 同年の12月の改良で採用終了）
- iQ（2008年12月のデビュー時〜2016年4月 生産終了により採用終了）

※2011年発売のアベンシスワゴンと2019年発売のRAV4はネッツ店専売モデルではないため、使用しない。
※レジアスエースとライトエースはネッツ店専売車種であるが、ネッツエンブレムは採用されていない。
※2020年2月にヴィッツを統合する形で日本でも発売が開始されたヤリスは、5月に全車種販売が発売当初から決まっていたため、極めて短いネッツ店専売時代から使用していなかった。

### 取扱車種の動向
2005年8月のレクサスの日本展開前後から、フルモデルチェンジやマイナーチェンジを機に、他店との併売車種がネッツトヨタ店から他のトヨタ・レクサスディーラーの専売に切り替わることや、逆にそれまでネッツトヨタ店と他店の併売だった車種がネッツトヨタ店専売になったりと、取扱車種の変動が続いている。2019年4月からはネッツトヨタ東都・ネッツトヨタ多摩が、2020年5月からは東都・多摩以外の全てのネッツ店が順次全車種併売となった（ただし、整備に対応していない等ネッツ店では取り扱わない車種がある）。

#### 2020年5月の全店併売直前の取扱車種
▲印は旧トヨタビスタ店より引き継いだ車種、△印は旧・ネッツトヨタ店、旧・トヨタオート店で販売されていた車種
- コンパクト
  - ヤリス
  - アクア
  - スペイド
  - タンク
- セダン
  - カムリ
  - プリウス
  - プリウスPHV
- ステーションワゴン
  - プリウスα
- SUV
  - ライズ
  - C-HR
  - RAV4△
- ミニバン
  - ヴォクシー△
  - ヴェルファイア
  - シエンタ△
  - グランエース

- スポーツ
  - 86
  - スープラ
- 商用車
  - ライトエース△[注 17]
  - レジアスエース バン△
- 軽自動車
  - ピクシス ジョイ
  - ピクシス メガ
  - ピクシス エポック
  - コペン GR SPORT
  - ピクシス トラック
  - ピクシス バン

#### 2004年4月の統合時の取扱車種
▲印は旧トヨタビスタ店の取扱車種、△印は旧ネッツトヨタ店及び旧トヨタオート店の取扱車種。
- コンパクトカー
  - ヴィッツ△
  - ist△（トヨペット店と併売）
  - アレックス△
  - ラウム△▲
  - WiLL サイファ▲（トヨタカローラ店と併売）
  - ファンカーゴ▲（トヨタカローラ店と併売）
  - bB△
- セダン
  - アベンシスセダン▲
  - アルテッツァ△
  - アリスト△▲
- ステーションワゴン
  - アベンシスワゴン▲
  - アルテッツァジータ△
- SUV
  - RAV4J△（2代目まではカローラ店と併売。カローラ店での呼称はRAV4L）
  - クルーガーV▲（トヨタカローラ店と併売、2005年秋のRAV4のモデルチェンジ時にトヨタカローラ店専売となる。トヨタカローラ店での呼称はクルーガーL）
- ミニバン
  - シエンタ△（トヨタカローラ店と併売、2006年のマイナーチェンジ以降トヨタカローラ店専売。2015年以降はトヨタ全店）
  - ウィッシュ△▲
  - イプサム▲（トヨペット店と併売）
  - ヴォクシー△
  - アルファードV/アルファードハイブリッド▲（トヨペット店と併売。トヨペット店での呼称はアルファードG。2008年のモデルチェンジでネッツトヨタ店向けはヴェルファイアになる）
- スポーツカー
  - MR-S△▲
- 商用車
  - レジアスエース▲
  - ライトエース△

#### 1998年8月のネッツトヨタ店発足時の取扱車種
- コンパクトカー
  - スターレット
  - ラウム
- セダン
  - スプリンター
  - チェイサー
  - アリスト（ビスタ店と併売）
- ステーションワゴン
  - スプリンターカリブ
- SUV
  - RAV4J（カローラ店と併売。カローラ店での呼称はRAV4L）
- ミニバン
  - ライトエースノア
  - グランビア
- スポーツカー
  - スプリンタートレノ
  - MR2（ビスタ店と併売）
- 商用車
  - スプリンターバン
  - スプリンタービジネスワゴン
  - ライトエースバン
  - コンフォート（教習車のみ）

## 現在の取扱車種
※ 2023年11月現在
◎印は2020年5月より取扱を開始した車種。▲印は旧トヨタビスタ店より引き継いだもしくは販売していた車種、△印は旧・ネッツトヨタ店もしくは旧・トヨタオート店で販売されていた車種を示す。

### セダン
- カローラ ◎（2020年4月30日まではカローラ店の専売だった）
- カローラアクシオ◎（2020年4月30日まではカローラ店の専売だった）
- クラウン[注 18]
- センチュリー（セダンタイプ） ◎（2020年4月30日まではトヨタ店の専売だった、一部販売店除く）
- プリウス
- MIRAI（2代目より販売開始）

### ワゴン
- カローラツーリング ◎（2020年4月30日まではカローラ店の専売だった）
- カローラフィールダー ◎（2020年4月30日まではカローラ店の専売だった）

### スポーツ
- GRカローラ
- GR86
- GRヤリス
- スープラ

### コンパクト
- アクア
- カローラスポーツ ◎（2020年4月30日まではカローラ店の専売だった）
- ヤリス
- ルーミー ◎（ダイハツ・トールのOEM、2020年4月30日まではトヨタ店・カローラ店での取扱だった）

### ミニバン
- アルファード▲◎（初代はビスタ店での取り扱いがあり統合後もネッツ店で販売していた。2代目の発売から2020年4月30日まではトヨペット店の専売だった）
- ヴェルファイア
- ヴォクシー△
- シエンタ△（初代はデビュー時からトヨタカローラ店との併売だったが、2006年5月以降はトヨタカローラ店専売となっていた）
- ノア ◎（2020年4月30日まではカローラ店の専売だった）
- ハイエースワゴン ◎（2020年4月30日まではトヨペット店の専売だった）

### SUV
- カローラクロス
- クラウン（クロスオーバー）
- クラウン（スポーツ）
- クラウン（エステート）
- センチュリー（一部販売店除く）
- ハイラックス ◎（2020年4月30日まではトヨタ店の専売だった）
- ハリアー（2020年6月17日発売の4代目より販売開始）
- bZ4X（リース販売のみでの取り扱いだったが、2023年10月より一般販売を開始）
- ライズ（2代目ダイハツ・ロッキーのOEM）
- ヤリスクロス
- RAV4 △
- ランドクルーザー300 ◎（2020年4月30日まではトヨタ店の専売だった）
- ランドクルーザー70
- ランドクルーザー250

### 軽自動車
- ピクシス エポック（ダイハツ・ミライースのOEM）
- ピクシス バン（ダイハツ・ハイゼットカーゴのOEM）
- ピクシス トラック（ダイハツ・ハイゼットトラックのOEM）
- コペン GR SPORT（ダイハツ・コペンのOEM、ダイハツで販売されている物と全く同じ物を販売するがトヨタでは「GR SPORT」のみを販売する）

### 商用車
- タウンエース バン ◎（2020年4月30日まではカローラ店の専売だった。ダイハツ・グランマックス カーゴのOEM）
- タウンエース トラック ◎（2020年4月30日まではカローラ店の専売だった。ダイハツ・グランマックス トラックのOEM）
- プロボックス △◎（発売当初はカローラ店との併売だったが、2004年4月以降はカローラ店専売となっていた）
- ハイエース ◎（2020年4月30日まではトヨペット店の専売だった。コミューターは一部の店舗では未取扱）
- ダイナ ◎（日野・デュトロのOEM。2020年4月30日まではトヨタ店の専売だった。一部の店舗は未取扱）
- コースター ◎（2020年4月30日まではトヨタ店の専売だった。一部の店舗では未取扱）

### 小型モビリティ
- C+walk T
- C+walk S

## 過去の取扱車種
- WiLL サイファ ▲（2005年2月に販売終了）
- アルテッツァ △（レクサス導入に伴い2005年8月に販売終了）
- アルテッツァジータ △（レクサス導入に伴い2005年8月に販売終了）
- アリスト △▲（米国での新型GSの登場に伴い2004年12月に販売終了）
- ファンカーゴ ▲（2005年10月に販売終了）
- クルーガーV・クルーガーハイブリッド ▲（2005年11月RAV4のフルモデルチェンジに伴い、トヨタカローラ店専売となる。その後2007年6月に販売終了）
- アレックス △（2006年10月に販売終了、後続車はオーリス）
- MR-S △▲（2007年7月に販売終了）
- アルファードV ▲（2008年3月販売終了、後継車はヴェルファイア）
- アベンシス（2代目）▲（イギリスからの輸入車。2009年1月販売終了、2005年8月～2008年12月当時までネッツトヨタ店向けの4ドアセダンだった。また当初は旧ビスタ店の専売車種だったが、沖縄県のみビスタ店が存在しなかったという事情により、統合前からネッツ店で取り扱い）
- イプサム ▲（トヨペット店と同時に販売、2009年12月に販売終了）
- ラウム △▲（もともとは旧ネッツトヨタ店の専売だったが、2代目(Z20系)にモデルチェンジ時から旧トヨタビスタ店と同時に販売、2011年10月に販売終了、後継車はスペイド）
- iQ（2016年3月に販売終了）
- ist △（もともとはトヨペット店併売だったが、2005年5月のマイナーチェンジでネッツ店専売となる。2016年4月に販売終了）
- bB △（2016年7月に販売終了、後継車はタンク）
- ピクシス スペース（2017年1月に販売終了。ムーヴ コンテのOEM。）
- ウィッシュ △▲（2017年10月に販売終了）
- SAI（2017年11月に販売終了。全てのトヨタ取扱販売店で扱っていた）
- オーリス（2018年3月販売終了。当初はネッツ店専売車種だったが、2016年4月のグレード追加よりトヨペット店との併売となる）
- アベンシス（3代目）▲（2018年4月27日販売終了。2代目と同じくイギリスからの輸入車であり3代目はワゴンのみの販売でトヨタ店・トヨペット店との併売）
- ヴィッツ △（2019年12月に販売終了、次期モデルはヤリスに改名）
- レジアスエース ▲（2020年4月販売終了、ハイエースに統合）
- ライトエース トラック △（2020年6月販売終了。タウンエース トラックに統合）
- ライトエース バン △（2020年6月販売終了。タウンエース バンに統合）
- タンク（2020年9月販売終了。ルーミーに統合。全店併売前はトヨペット店と併売）
- ポルテ ◎（2020年12月販売終了。全店併売前はトヨタ店とトヨペット店扱い）
- スペイド（2020年12月販売終了。全店併売前はカローラ店と併売）
- アリオン ◎（2021年3月販売終了。全店併売前はトヨタ店の専売）
- プレミオ ◎（2021年3月販売終了。全店併売前はトヨペット店の専売）
- プリウスα（2021年3月末販売終了。すべてのトヨタ取扱販売店で販売していた）
- エスクァイア ◎（2021年12月販売終了。ヴォクシー・ノアに統合。全店併売前はトヨタ店とトヨペット店での取り扱い）
- ピクシスメガ（2022年8月販売終了。ダイハツ・ウェイクのOEM）
- RAV4 PHV（2022年10月販売終了。2022年10月の改良で1グレードに組み込まれた）
- プリウスPHV（2023年1月販売終了。5代目プリウスからは1グレードに組み込まれた）
- ピクシス ジョイ（ダイハツ・キャストのOEM。2023年7月販売終了）
- C-HR（2023年8月販売終了）
- パッソ ◎（3代目はダイハツ・ブーンのOEM、2020年4月30日まではカローラ店の専売だった。2023年10月販売終了）
- カムリ（10代目よりカローラ店・トヨペット店[注 11]と併売。2023年12月販売終了）
- グランエース　(2024年4月販売終了)
- ランドクルーザープラド ▲◎（2004年3月まではビスタ店とトヨタ店の併売であったが同年4月からはトヨタ店の専売となっていた。2024年4月販売終了。次期モデルからはランドクルーザー250へ改名。）
- C+pod（リース販売のみでの取り扱い。2024年8月販売終了）

## 旧店舗時代の取扱車種

### 旧ネッツトヨタ店・旧トヨタオート店の取扱車種
- 専売車種
  - スターレット（1999年8月生産終了。後継車はヴィッツ）
  - ヴィッツ
  - アレックス（2006年10月生産終了。後継車はオーリス）
  - ラウム（2代目はトヨタビスタ店と同時に販売。2011年10月生産終了。後継車はスペイド）
  - bB
  - ヴォルツ（2004年のトヨタビスタ店統合に伴い生産終了）
  - スプリンター（2000年生産終了。後継車はプラッツ）
  - スプリンターマリノ（1998年生産終了）
  - スプリンタートレノ（2000年生産終了）
  - スプリンターカリブ（2002年生産終了。後継車はヴォルツ）
  - アルテッツァ （レクサス導入に伴い2005年生産終了）
  - アルテッツァジータ（レクサス導入に伴い2005年生産終了）
  - チェイサー（2001年生産終了）
  - ライトエースワゴン→ライトエースノア（2001年生産終了。後継車はヴォクシー）
  - ヴォクシー
  - グランビア（2002年5月生産終了。後継車はアルファードV[注 19]）
  - デリボーイ
  - スプリンターバン（2002年生産終了。後継車はプロボックスバン。2004年4月以降はトヨタカローラ店の専売）
  - スプリンタービジネスワゴン（2002年生産終了。後継車はプロボックスワゴン。2004年4月以降はトヨタカローラ店の専売）
  - ライトエースバン/トラック
- 他の販売店と同時に販売していた車種
  - ist（トヨペット店と同時に販売）
  - プラッツ - トヨペット店と同時に販売。2004年のビスタ店統合に伴い、トヨペット店専売となる。
  - アリスト（トヨタビスタ店と同時に販売）
  - マークII教習車 - 2〜4代目チェイサーの教習車仕様の代わり（5代目チェイサーが3ナンバー化されたため）であり、6代目X80系4ドアセダンで扱い期間は1993年〜1995年。トヨペット店/トヨタビスタ店と同時に販売。
  - コンフォート - 教習車のみ。2004年のトヨタビスタ店統合に伴い、トヨペット店及びトヨタ店（東京のみ）専売。
  - プロボックス - トヨタカローラ店と同時に販売。2004年のトヨタビスタ店統合に伴い、トヨタカローラ店専売となる。
  - シエンタ（トヨタカローラ店と同時に販売）
  - ウィッシュ（トヨタビスタ店と同時に販売）
  - RAV4J - トヨタカローラ店と同時に販売、トヨタカローラ店での呼称はRAV4L）
  - MR2（トヨタビスタ店と同時に販売）
  - MR-S（トヨタビスタ店と同時に販売）
  - セラ（トヨタビスタ店と同時に販売）
  - パブリカ - トヨタカローラ店と同時に販売。1978年以降はピックアップトラックのみとなり、トヨタオート店専売に。
  - オリジン（全ての販売店で取り扱う限定車）
  - タウンエース - 初代モデルのみ。1976年11月〜1978年2月までトヨタカローラ店と同時に販売。
  - コロナ2ドアハードトップ・コロナバン（1970年9月〜1971年8月までトヨペット店と同時に販売）
  - ミニエース（トヨタカローラ店と同時に販売。後継車はタウンエースで、以降はトヨタカローラ店専売に）
- 沖縄県のみ取扱された車種
  - カリーナ - 1979年9月まで。沖縄県にはトヨペット店が存在しなかったため同クラスのコロナをトヨタ店の沖縄トヨタ自動車で取り扱っていたことから当時のオート店のトヨタオート沖縄で取り扱っていた。1979年10月にトヨペット店の沖縄トヨペット発足後専売車種であるコロナを移行させた後本来トヨタ店の専売車種だったカリーナを沖縄トヨタ自動車で取扱するようになった。

### 旧トヨタビスタ店の取扱車種
- 専売車種（★印は、ビスタ店の存在しなかった沖縄県において旧ネッツトヨタ店・旧トヨタオート店で取扱われた車種。）
  - ビスタ★（2003年10月生産・販売終了。後継車はアベンシス）
  - ビスタアルデオ★（2003年10月生産・販売終了。後継車はアベンシスワゴン）
  - アベンシス★
  - アベンシスワゴン★
  - カレン★（ビスタ店では最初で最後のミドルクラスのクーペ。1997年12月生産終了）
  - スパーキー★（軽1BOXベースの1.3L7人乗りワゴンダイハツ・アトレー7のOEM車種。2004年4月生産終了。後継車はシエンタ）
  - ヴェロッサ（2004年のネッツトヨタ店統合に伴い生産終了。沖縄県ではトヨタ店で販売）
  - クレスタ（2001年7月生産終了。後継車はヴェロッサ。沖縄県ではトヨタ店で販売）
  - ブリザード[注 20]（ダイハツ・タフト・ラガーのOEM車種。沖縄県ではトヨタ店で販売）
  - レジアス （2002年5月生産終了。沖縄県ではトヨペット店で販売。後継車はアルファードV）
  - レジアスエース （1999年8月のハイエースレジアスのマイナーチェンジと同時に登場したビスタ店向け姉妹車。沖縄県ではトヨペット店で販売）
  - プロナード（沖縄県ではトヨペット店で販売）
  - WiLL VS（2004年のネッツトヨタ店統合に伴い生産終了。沖縄県ではトヨタカローラ店で販売）
  - WiLL Vi（2001年生産終了。沖縄県ではトヨタカローラ店で販売）
- 併売車種
  - ターセル★（初代モデルのみカローラ店と併売、2代目以降はトヨタビスタ店およびトヨタオート沖縄の専売）
  - WiLL サイファ（トヨタカローラ店と併売）
  - ファンカーゴ（トヨタカローラ店と併売。2005年10月生産終了。後継車はラクティス）
  - ラウム（2代目モデルチェンジ時からの約1年間旧ネッツトヨタ店と併売。2011年10月生産終了。後継車はスペイド）
  - アリスト（ネッツトヨタ店と併売）
  - ハリアー（トヨペット店と併売。2000年12月のクルーガーV登場時にトヨペット店専売となる）
  - クルーガーV（2003年9月よりトヨタカローラ店と併売、2005年11月よりトヨタカローラ店専売となる。カローラ店での呼称はクルーガーL。沖縄県のみ2004年4月までクルーガーVもトヨタカローラ店で販売）
  - ランドクルーザープラド（トヨタ店と併売。2004年のネッツトヨタ店統合に伴い、トヨタ店専売となる）
  - ウィッシュ（旧ネッツトヨタ店と併売）
  - イプサム（トヨペット店と併売。2009年12月生産終了）
  - アルファードV・アルファードハイブリッド（トヨペット店と併売。トヨペット店での呼称はアルファードG。2008年4月生産終了。後継車はヴェルファイア。沖縄県では発売当初は取り扱われず、ビスタ店とネッツトヨタ店の統合と同時にネッツ店で発売を開始）
  - MR2（旧トヨタオート店と併売）
  - MR-S（ネッツトヨタ店と併売）
  - サイノス（トヨタカローラ店（1994年9月まで）・トヨペット店と併売。トヨタビスタ店での扱いは1994-99年）
  - セラ（旧トヨタオート店と併売）
  - セプター（ワゴンとクーペはトヨタカローラ店と併売。セダンはトヨタカローラ店の専売。）
  - マークII教習車（1993-95年）[注 21]
  - コンフォート（教習車のみ。トヨペット店・旧ネッツトヨタ店と併売。トヨタビスタ店統合に伴い、トヨペット店、及びトヨタ店 - 東京･大阪のみ - 専売）
  - ハイエース（トヨペット店と併売。1999年8月の初代レジアスエース登場時にトヨペット店専売となる）
  - ハイエース・レジアス（トヨペット店と併売。1999年のマイナーチェンジ時にトヨタビスタ店専売となり、同時に「レジアス」に車名変更）
  - ハイエース・レジアス バン（トヨペット店と併売）
  - オリジン（全店併売）
  - セリカ・カムリ（初代ビスタの登場まで。トヨタカローラ店と併売）

## 名前の由来
Netzはドイツ語で「ネットワーク」や「組織」という意味。
また、「Network of Energetic Teams for Zenith」（最高を求めて活発に活動する組織）の頭文字。